# 永興亭

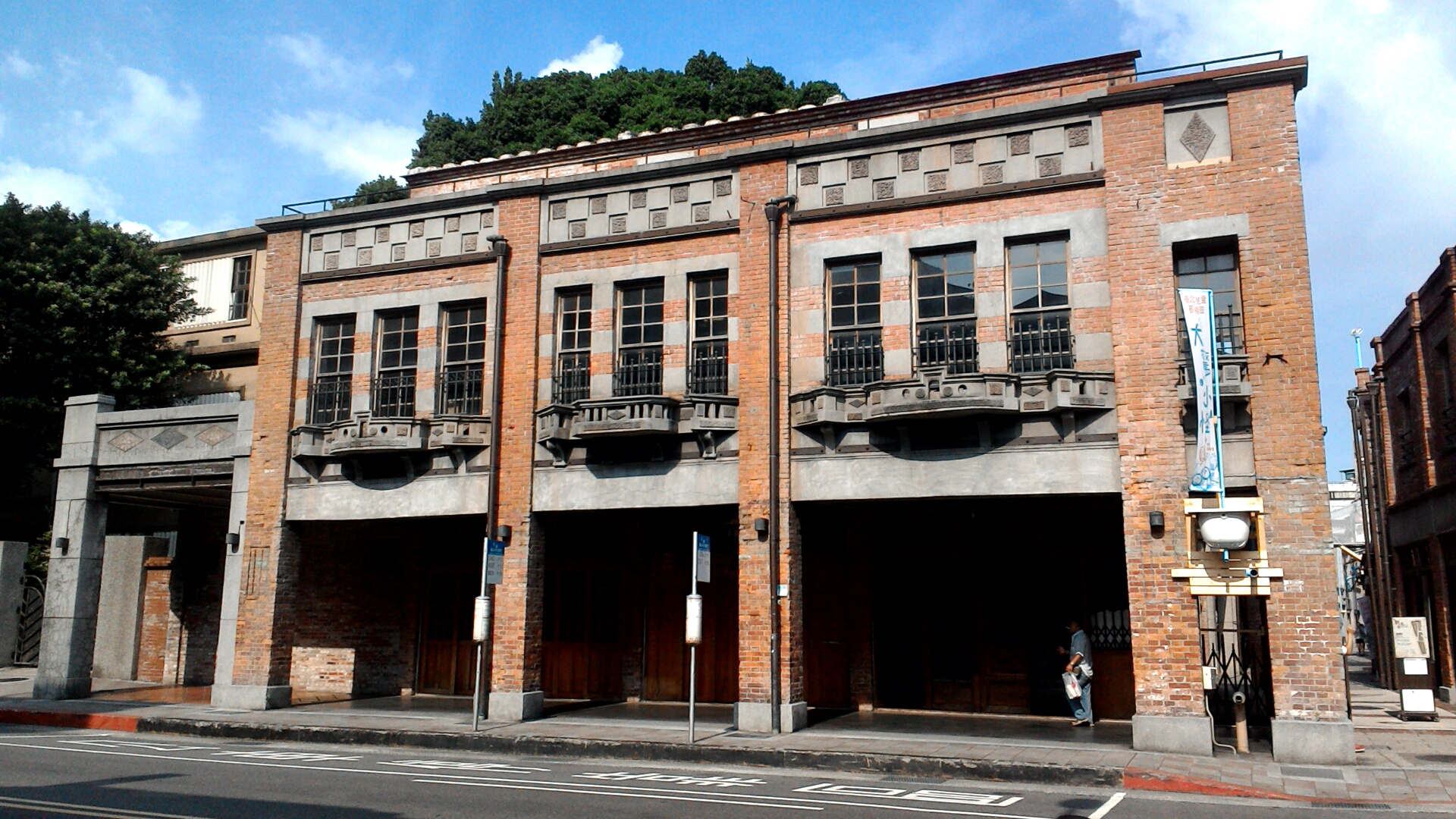
修復後的永興亭，攝於2018年

永興亭是始建於臺灣清治時期的商業建築，位於今臺北市萬華區康定路163號至171號。台灣日治時期知名報人林佛樹在此成立「臺灣經濟日報社」，戰後仍繼續營業，至民國45年（1956年）遷出為止；後又曾租與臺北市第一家眼鏡行「三光眼鏡行」為店面。今屬剝皮寮歷史街區的一部分，也是該區保存之建物中規模最大者，建築風格頗具特色。

## 沿革
永興亭在清代從事帆船貿易，由福建福州進口杉木後在此浸泡，等候剝皮處理:59。日治時期曾任《臺灣新民報》經濟版主筆、《民報》共同發起人的知名報人林佛樹居住於此。民國35年（1946年）林佛樹成立「臺灣經濟日報社」，以臺北糧食行情為主要報導內容，每日發行千份。民國45年（1956年），林氏因轉任中興大學教師而遷出、報社亦結束經營。
之後，永興亭曾開設布行、西服店、自行車行、電器行等等，其中現門牌康定路167號處曾開設「三光眼鏡行」，為臺北市第一家眼鏡行:59。
民國98年（2009年）初，永興亭修復完畢。

## 建築特色
永興亭是剝皮寮歷史街區保存之建物中規模最大者，除廣州街163號全毁外，其餘四棟在修復前仍有立面留存。牌樓面主要以紅磚砌成，小陽台與女兒牆上則以洗石子裝飾。據日治時期建築師井手薰提出的台灣建築分期，此建物屬於明治四十年（1907年）至大正六年間（1917年）紅磚造全盛時期所建:93、111、119。